# Lucy Goldner
Lucy Goldner (Vienna, 21 gennaio 1918 – Melbourne, 14 settembre 2000) è stata una nuotatrice austriaca naturalizzata australiana, appartenente a Hakoah Vienna, un club di atletica ebraica allenato da Zsigo Wertheim.

## Biografia
Partecipante alla Maccabiade a Tel Aviv nel 1935, nel 1936 fu una degli otto atleti ebrei selezionati nella squadra olimpica austriaca dal Comitato Olimpico Austriaco ÖOC. Sei di loro, comprese le nuotatrici Judith Deutsch e Ruth Langer, boicottarono i Giochi Olimpici di Berlino in segno di protesta contro la politica razziale del Terzo Reich e a causa della persecuzione degli ebrei in Germania. 
Lucy Goldner, come le altre due nuotatrici del club Hakoah, Deutsch e Langer, venne bandita a vita dall'Associazione austriaca di nuoto e tutti i titoli e le medaglie furono dichiarati persi. Solo dopo massicce proteste internazionali, il divieto fu ridotto a due anni, ma i loro nomi rimasero cancellati dalla lista delle migliori prestazioni. La riabilitazione avvenne solo in occasione del 100º anniversario dell'Associazione Austriaca di Nuoto (VÖS).
Goldner fu arrestata dopo l'annessione dell'Austria nel 1938, ma riuscì a fuggire a Londra, dove sposò l'emigrante ceco Henry Gordian. Anche suo fratello Peter e suo padre riuscirono a fuggire, ma la madre rimase vittima dell'Olocausto. Dopo la guerra, Lucy ed il marito, insieme alla figlia trasferirono in Cecoslovacchia, ma dovettero lasciare Praga dopo la presa di potere dei comunisti nel 1948. Si stabilirono in Australia, dove Gordian allenò la squadra di nuoto dello stato di Victoria. 
Goldner fece parte dell'Organizzazione Sionista Internazionale delle Donne. Morì nel 2000, l'anno dei Giochi Olimpici di Sydney.